# كلة جوب (دلفان)
كلة جوب (بالفارسية: کله‌جوب) هي قرية تقع في قسم خاوة الشمالي الريفي (مقاطعة دلفان) في إيران. يقدر عدد سكانها بـ 33 نسمة .